# سن-اوژن-دو-گیگ، کبک
سن-اوژن-دو-گیگ (به فرانسوی: Saint-Eugène-de-Guigues) شهری در منطقه شهری تمیسکامنگ ناحیه آبیتیبی-تمیسکامنگ در استان کبک کانادا است. در سرشماری سال ۲۰۱۱ این شهر ۴۵۲ نفر جمعیت داشته‌است و مساحت آن ۱۱۳٫۰۲ کیلومتر مربع است.